# Jaskinia Kryspinowska
Die Höhle Jaskinia Kryspinowska (deutsch: Kryspinów-Höhle) ist eine Höhle in den südlichen Ausläufern des Krakau-Tschenstochauer Jura im Ort Kryspinów, westlich der polnischen Stadt Krakau.

## Lage und Beschreibung
Die Höhle hat einen Eingang auf einer Höhe von ca. 200 m n.p.m. Die Höhle wurde um 1920 entdeckt.

## Tourismus
Die Höhle ist frei zugänglich. Sie ist jedoch nicht für Touristen ausgebaut, eine elektrische Beleuchtung existiert nicht.